# Horná Potôň
Horná Potôň este o comună din Slovacia aflatâ în districtul Dunajská Streda, regiunea Trnava. Localitatea se află la altitudinea de 123 m deasupra n.m., se întinde pe o suprafață de 28,37 km2 și numără 2.010 locuitori. 

## Istoric
Horná Potôň este atestată documentar din 1255.

## Demografie
| An:                | 1994 | 2004   | 2014    | 2024    |
| ------------------ | ---- | ------ | ------- | ------- |
| Număr de persoane: | 1841 | 1762   | 1972    | 2260    |
| Diferență:         |      | −4,29% | +11,91% | +14,60% |

| An:                | 2023 | 2024   |
| ------------------ | ---- | ------ |
| Număr de persoane: | 2206 | 2260   |
| Diferență:         |      | +2,44% |